# Kokonov glavatec
Kokonov glavatec (znanstveno ime Cordyceps militaris) je gliva iz rodu glavatcev (Cordyceps).

## Značilnosti
Trosnjak je visok od 0,5 do 4 cm in ima v premeru od 2 do 4 mm. Po navadi je kijaste oblike, včasih pa se razveja. Je svetlo oranžne ali škrlatno oranžne barve. Površina je zrnata in pokrita z izbočenimi porami.
Bet je neploden zožen del pod zadebeljeno plodno glavo in je dolg 1 do 3 cm in ima v premeru id 1 do 1,5 mm. Je rahlo valovit in bolj bledo oranžna kot plodni del. Dnišče je pritrjeno na mrtvo bubo žuželke, ki se je zakopala pod površino zemlje.

## Razširjenost in življenjski prostor
Kokonovega glavatca najdemo predvsem na travnikih in gozdnih robovih, pozno poleti in jeseni. Ta zaprtotrosnica, ki raste na zakopanih bubah nočnih metuljev, parazitira svojega gostitelja, ga spremeni v kašasto gmoto, s katero se hrani in se nato kot svetlo oranžna kijasta palica prerine navzgor skozi travo.

## Mikroskopske značilnosti
Trosni prah je bel. Trosi so v obliki dolgih niti, ki so razdeljene na posamezne segmente in se s časom razlomijo na manjše elipsoidne dele, ki spominjajo na verigo klobas. Taki segmenti merijo 2–4,5 x 1–1,5 µm.

## Podobne vrste
- grivuše (Clavulinopsis) so lahko podobnih oblik in barv, a niso zajedalke in spadajo v drug oddelek gliv prostotrosnic (Basidiomycota)

## Uporabnost
Užiten. V naravi bi jih zaradi majhnosti težko nabrali dovolj veliko količino, umetno gojene pa se uporabljajo tudi v kulinariki.
Kokonov glavatec je dobro poznan v tradicionalni kitajski medicini. Njegove protivnetne, protitumorske lastnosti in lastnosti proti staranju so dobro dokumentirane. Vendar pa je zaradi biološke kompleksnosti glive težko načrtovati temeljitejša klinična preskušanja. Njegove zdravilne lastnosti lahko pripišemo številnim kemikalijam, vključno s kordicepinom, kordiminom in številnimi drugimi. Mnoge raziskave se osredotočajo na to, kako bi pospešili proizvodnjo kordicepina v gojenih glivah.
Kokonove glavatce je mogoče umetno gojiti v različnih medijih, na bubah sviloprejk, rižu in v tekoči kulturi.

## Galerija slik
- ilustracija
- trosnjak in podgobje
- glavatec na bubi
- nitasti trosi